# Żerzuszyce
Żerzuszyce (niem. Grunau) – wieś położona w województwie dolnośląskim, w powiecie wrocławskim, w gminie Sobótka.
W latach 1975–1998 miejscowość należała administracyjnie do województwa wrocławskiego.

## Demografia
Według Narodowego Spisu Powszechnego (III 2011 r.) liczyły 61 mieszkańców. Są najmniejszą miejscowością gminy Sobótka.